# Liliorila
Liliorila ist eine Weißweinsorte. Es handelt sich um eine Neuzüchtung des INRA Bordeaux (Institut National de la Recherche en Agronomie) Sud-Ouest im Südwesten Frankreichs. Unter Leitung des Basken Durquéty wurden im Jahr 1956 die Rebsorten Baroque und Chardonnay gekreuzt.
Pierre Marcel Durquety realisierte zwischen 1950 und 1980 etliche Neuzüchtungen, von denen sieben Rebsorten den Sortenschutz erhielten: die vier roten Sorten Arinarnoa, Egiodola, Ekigaïna, Semebat sowie die drei weißen Sorten Arriloba, Liliorila und Perdea.
In Frankreich sind einige Hektar Rebfläche mit Liliorila bestockt. Die Rebsorte ergibt einen fruchtigen Wein, dem es häufig an Säure fehlt. Sie reift fast zeitgleich mit dem Gutedel. Aufgrund seiner Anfälligkeit gegen Botrytis cinerea können aus Liliorila auch edelsüsse Likörweine hergestellt werden. Kleinste Bestände sind auch in der Schweiz bekannt (0,08 Hektar, Stand 2009, Quelle: Office fédéral de l'agriculture OFAG).
Seit 2019 ist Liliorila eine von sechs neuen Rebsorten, die in der Bordeaux-Weinproduktion zugelassen sind, um für die Folgen der globalen Erwärmung im Weinbau gerüstet zu sein.